# Finale Emilia
Finale Emilia är en ort och kommun i provinsen Modena i regionen Emilia-Romagna i Italien. Kommunen hade 15 415 invånare (2018).